# Північні табори ОГПУ особливого призначення
Північні табори ОГПУ особого призначення (рос. УСЕВЛОН, Севлаг, СЕВЛОН - СЕВЕРНЫЕ ЛАГЕРЯ ОГПУ ОСОБОГО НАЗНАЧЕНИЯ) - перші табори ГУЛАГу в АО Комі.
До утворення ГУЛАГу - підпорядковані 3-му відділенню Спецвідділу ОГПУ.
Організовані 28.06.29 на виконання рішення уряду про використання праці з/к при колонізації віддалених р-нів СРСР і експлуатації їх природних багатств, оформленого постановою РНК від 11.07.29. За відомостями Виробничого відділу ГУЛАГу ОГПУ, табір «фактично почав функціонувати з 01.08.29».

## Історія
В задачу УСєвЛОН входили: 
- будівництво залізниці Пинюг - Усть-Сисольськ, тракту Усть-Сисольськ - Ухта,
- проведення геологічних робіт на Ухті і Печорі
- організація нафтопромислу в районі Ухти,
- лісозаготівлі в Архангельській обл.

У липні-серпні 1929 у складі СЕВЛОНа на правах окремого табпункту (ОЛП) була утворена Ухтинська експедиція ОГПУ, яка приступила до дослідження Ухтинського нафтового району та організації нафтопромислу.
Спочатку Управління СєвЛОН знаходилося в Усть-Сисольську (нині Сиктивкар), в кінці 1929 воно було переведене в Котлас, а наприкінці 1930 р - в Сольвичегодськ.

Чисельність ув'язнених: на 1 жовтня 1929 - 9,2; на 1 січня 1930 - 20,3; на 1 січня 1931 - 49,7 тис. чол.
СєвЛОН був ліквідований наказом ОГПУ від 6 червня 1931. Ув'язнені, що будували залізницю, були перекинуті на будівництво Біломор-Балтійського каналу. Однак СєвЛОН залишив «потомство»: тим же наказом були утворені Усть-Вимський ВТТ ОГПУ, який повинен був добудувати тракт Сиктивкар- Ухта і завершити будівництво залізниці Пинюг - Сиктивкар, і Ухто-Печорський ВТТ, сформований на базі Ухтинської експедиції.